# Silvio Bedini
Pour les articles homonymes, voir Bedini.
Silvio Bedini (17 janvier 1917 - 14 novembre 2007) est un historien américain spécialisé dans les premiers instruments scientifiques. Il est historien émérite de la Smithsonian Institution, où il a fait partie du personnel professionnel pendant vingt-cinq ans et a pris sa retraite en 1987. 

## Biographie
Bedini est né à Ridgefield dans le Connecticut en 1917. La famille de Bedini est originaire d'Ostra en Italie. 
Sa passion pour les énigmes le conduit à participer, durant la Seconde guerre mondiale, à l'unité secrète 1142 (numéro de la boîte postale de l'agence secrète MIS-X, chargée de transmettre et déchiffrer les messages chiffrés des prisonniers de guerre américains détenus en Allemagne et d'interroger les soldats ennemis prisonniers. Au sein de l'unité, Bedini connaît une carrière rapide, devenant en 1943 chef des cryptanalystes et un des officiers de liaison avec le MIS-X et le Pentagone.
En 1958, il accepte une invitation à écrire une brochure sur l'histoire de sa ville natale à l'occasion de son 250e anniversaire. Un projet qui, trois mois plus tard, aboutit à un livre de 411 pages intitulé Ridgefield in Review. 
En 1961, il accepte l'offre d'un poste à Washington en tant que conservateur du département de génie mécanique et civil de la Smithsonian Institution dans le nouveau musée d'histoire et de technologie (aujourd'hui musée national d'histoire américaine), en construction. En 1965, Bedini devient directeur adjoint du Musée d'histoire et de technologie et, en 1972, il est nommé directeur adjoint du Musée national d'histoire et de technologie. Après son mandat de directeur adjoint, il est conservateur des livres rares à la bibliothèque d'histoire de la science et de la technologie Dibner, une branche des bibliothèques (en) de la Smithsonian Institution, de 1978 à sa retraite en 1987. Bedini est ensuite historien émérite au Smithsonian.

## Travaux
Plusieurs de ses premiers travaux portent sur les horlogers et la mesure du temps : Johann Philipp Trefler, horloger d'Augsburg (Agent for the Archduke: Another chapter in the story of Johann Phillip Treffler, Clockmaker of Augsburg,1961), les horloges publiques du XIVe et du XVe siècles (XIVth and XVth century public clocks of the papal marches, 1962), l'horloge astronomique des Borghese au Museum of History and Technology, la mesure du temps chez Galilée (1963, The makers of Galileo's scientific instruments en 1964), dans les pays d'Orient ("The scent of time: A study of the use of fire and incense for time measurement in Oriental countries", 1963), l'Astrarium de Giovanni Dondi
Plus généralement les fabricants d'instruments de mesure : les instruments scientifiques de Galilée, ceux des premiers scientifiques américains ("Early American Scientific Instruments and Their Makers", 1964 ; Patrons, Artisans and Instruments of Science, 1600-1750, 1999).
Il consacre ensuite plusieurs ouvrages à Benjamin Banneker, signant même son entrée dans le Dictionary of Scientific Biography.

## Prix et distinctions
Pour ses recherches et ses publications en 1962, Bedini reçoit le prix Abbott Payson de la Société d'histoire des technologies (en) et, en 1997, à Darmstadt, en Allemagne, il reçoit le prix Paul-Bunge lors de l'assemblée générale de la société allemande Bunsen de chimie physique "pour un livre de première qualité sur l'histoire des instruments scientifiques".
En 2000, à Munich, en Allemagne, il est lauréat de la médaille Léonard de Vinci, "la plus haute reconnaissance de la part de la Société d'histoire des technologies". 

## Adhésions
Il est membre de plusieurs sociétés savantes, dont la Société américaine de philosophie, la American Antiquarian Society, la Society of American Historians (en), la Washington Academy of Sciences, la Scientific Instrument Society (Londres), la Astrolabe Society (Paris), la Surveyors Historical Society et, plus récemment, la DC Association of Land Surveyors, qui lui a conféré le titre de membre honoraire en décembre 2003. 

## Publications
Bedini achevait son vingt-troisième livre au moment de  sa mort le 14 novembre 2007. 
- "Johann Philipp Trefler: Clockmaker of Augsburg", Bulletin de l'Association nationale des collectionneurs de montres et d'horloges (en) (1956-1957), réédité sous forme de brochure. (1957).
- Ridgefield in Review (1958).
- Agent for the Archduke: Another chapter in the story of Johann Phillip Treffler, Clockmaker of Augsburg (1961).
- XIVth and XVth century public clocks of the papal marches (1962).
- Galileo Galilei and time measurement: A re-examination of pertinent documents (1963).
- "The scent of time: A study of the use of fire and incense for time measurement in Oriental countries" ( Transactions de l'American Philosophical Society, nouvelle publication). (1963).
- "Early American Scientific Instruments and Their Makers". Bulletin du musée national des États-Unis (1964)[4].
- The makers of Galileo's scientific instruments (1964).
- "The Borghesi Astronomical Clock in the Museum of History and Technology" ( Bulletin du musée national des États-Unis ). (1966)[5].
- "Mechanical Universe. The Astrarium of Giovanni de Dondi "( Transactions de la Société philosophique américaine, Nouvelle série, Volume 56, Partie 5.). (1966).
- Sundials and dialling: A bibliography of Italian and other references (1966).
- Seventeenth century magnetic timepieces. (1969).
- "Benjamin Banneker and the survey of the district of Columbia, 1791". ( Archives de la Columbia Historical Society (en) ) (1971)[6].
- The tube of long vision : (the physical characteristics of the early 17th Century telescope) (1971).
- The Life of Benjamin Banneker (1971)[7].
- Moon Man's Greatest Adventure (avec Wernher von; Whipple, Fred L. et Thomas, Davis Braun. (1973).
- Thinkers and tinkers: Early American men of science (1975, 1980).
- The Spotted Stones. (Library Binding  - 1978).
- Introduction - the Vatican's astronomical paintings and the Institute of the Sciences of Bologna. (1980).
- Th. Jefferson and science: Exhibition catalogue. (1981).
- Bureau de la déclaration d'indépendance, relique de la révolution (1981).
- Thinkers and Tinkers: Early Men of Science. (1983).
- "At the Sign of the Compass and Quadrant: The Life and Times of Anthony Lamb" ( Transactions de la Société philosophique américaine)(1984).
- "Les instruments scientifiques de l'expédition de Lewis et Clark ", Great Plains Quarterly . (1984).
- Thomas Jefferson and His Copying Machines (série de monographies de Monticello). (1984)
- Clockwork cosmos: Bernardo Facini and the Farnese planisferologio (Studi e testi). (1985).
- Thomas Jefferson and American vertebrate paleontology (publication de la Virginia Division of Mineral Resources). (1985).
- Marshall's meridian instrument. (1987).
- Thomas Jefferson: Statesman of Science (1990).
- L'encyclopédie Christopher Columbus . (1991).
- The pulse of time : Galileo Galilei, the determination of longitude, and the pendulum clock (1991).
- "The Survey of the Federal Territory: Andrew Ellicott and Benjamin Banneker" ( Histoire de Washington ). (1991)[8].
- Science et instruments dans l’Italie du XVIIe siècle (Collected Studies Series, Cs448) (1994).
- The Trail of Time : Time Measurement with Incense in East Asia, Cambridge University Press (1994).
- "The Mace and the Gavel: Symbols of Government in America", ( Transactions de la Société philosophique américaine ). (1997).
- Pope's Elephant : An Elephant's Journey from Deep in India to the Heart of Rome (1997).
- Christopher Columbus and the Age of Exploration: An Encyclopedia (avec David Buisseret) (1998).
- Maryland Historical Magazine - Été 1998 (vol. 93 n ° 2) (avec Michael P. McCarthy, Merle T. Cole et Karen Robbins) (1998).
- The Pope's Elephant, Nashville, Sanders (1998).
- The Jefferson Stone: Demarcation of the First Meridian of the United States (1999) [9]
- Patrons, Artisans and Instruments of Science, 1600-1750, (Collected Studies, Cs635.), (1999) [10]
- The Life of Benjamin Banneker: The First African-American Man of Science. (1999)[11].
- "Banneker, Benjamin (1731-1806), farmer and astronomer" (American National Biography, 1999)[12]
- William Churton ( fl. 1749-1767): North Carolina Cartographer (Professional surveyor). (2001).
- With Compass and Chain: Early American Surveyors and Their Instruments. (2001).
- Jefferson and Science (avec Donald Fleming). (2002).
- "Benjamin Banneker" (Dictionary of Scientific Biography, 2008)[13].